# Pardina (Tulcea)
Pardina è un comune della Romania di 624 abitanti, ubicato nel distretto di Tulcea, nella regione storica della Dobrugia.